# Longuefuye
Longuefuye est une commune déléguée française, située dans le département de la Mayenne en région Pays de la Loire, peuplée de 335 habitants. Le 1er janvier 2019, elle fusionne avec Gennes-sur-Glaize pour créer la commune nouvelle de Gennes-Longuefuye.
La commune fait partie de la province historique de l'Anjou (Haut-Anjou).

## Géographie
La commune est située dans le Sud-Mayenne.

## Histoire
Sous l’Ancien Régime, la commune faisait partie de la sénéchaussée angevine de Château-Gontier dépendante de la sénéchaussée principale d'Angers. 
En 1790, lors de la création des départements français, une partie du Haut-Anjou a formé le sud du département de la Mayenne, région aujourd’hui appelée Mayenne angevine.
Le 1er janvier 2019, la commune fusionne avec Gennes-sur-Glaize pour former la commune nouvelle de Gennes-Longuefuye dont la création est actée par un arrêté préfectoral du 14 novembre 2018.

## Politique et administration

### Administration actuelle
Depuis le 1er janvier 2019, Longuefuye constitue une commune déléguée au sein de la commune nouvelle de Gennes-Longuefuye, et dispose d'un maire délégué. 
| Période      | Période  | Identité        | Étiquette | Qualité |
| ------------ | -------- | --------------- | --------- | ------- |
| janvier 2019 | En cours | Monique Doumeau |           |         |

### Administration ancienne
| Période   | Période       | Identité        | Étiquette  | Qualité                                   |
| --------- | ------------- | --------------- | ---------- | ----------------------------------------- |
| ?         | mars 2001     | Arthur Garry    |            | Agriculteur                               |
| mars 2001 | décembre 2018 | Monique Doumeau | PS puis PG | Directrice d'école, conseillère régionale |

## Démographie
En 2021, la commune comptait 335 habitants. Depuis 2004, les enquêtes de recensement dans les communes de moins de 10 000 habitants ont lieu tous les cinq ans (en 2004, 2009, 2014, etc. pour Longuefuye) et les chiffres de population municipale légale des autres années sont des estimations.
| 1793 | 1800 | 1806 | 1821 | 1831 | 1836 | 1841 | 1846 | 1851 |
| ---- | ---- | ---- | ---- | ---- | ---- | ---- | ---- | ---- |
| 490  | 410  | 485  | 491  | 470  | 463  | 446  | 457  | 461  |

| 1856 | 1861 | 1866 | 1872 | 1876 | 1881 | 1886 | 1891 | 1896 |
| ---- | ---- | ---- | ---- | ---- | ---- | ---- | ---- | ---- |
| 458  | 449  | 428  | 398  | 431  | 404  | 433  | 434  | 417  |

| 1901 | 1906 | 1911 | 1921 | 1926 | 1931 | 1936 | 1946 | 1954 |
| ---- | ---- | ---- | ---- | ---- | ---- | ---- | ---- | ---- |
| 387  | 373  | 395  | 392  | 355  | 371  | 344  | 331  | 336  |

| 1962 | 1968 | 1975 | 1982 | 1990 | 1999 | 2004 | 2009 | 2014 |
| ---- | ---- | ---- | ---- | ---- | ---- | ---- | ---- | ---- |
| 315  | 285  | 240  | 237  | 262  | 274  | 317  | 325  | 337  |

| 2018 | - | - | - | - | - | - | - | - |
| ---- | - | - | - | - | - | - | - | - |
| 326  | - | - | - | - | - | - | - | - |

## Culture locale et patrimoine

### Lieux et monuments
Il y a deux châteaux à Longuefuye :
- le château de la Villette, des XVe et XVIIe siècles[8] ;
- le château des Courans, du XVIIIe siècle.

### Personnalités liées à la commune
- Henri-Augustin Girard de Charnacé (1777-1847), chouan, maire de Longuefuye.